# Konstabel
 For alternative betydninger, se Konstabel (flertydig). (Se også artikler, som begynder med Konstabel)
En konstabel ((latin):constabularius for staldbroder) er en kontraktansat soldat på manuelt niveau. Ordet brugtes tidligere om menige artillerister. Konstabelbetegnelsen afløste i 1960 mat-ordningen.
I Middelalderen blev konstabel også brugt som en titel for kongelige generaler i nogle lande.

## Danmark
Konstabelgruppen består af kontraktansatte soldater på manuelt niveau. Man starter som værnepligtig/menig og kan efter fire måneders tilfredsstillende tjeneste tilbydes kontrakt som konstabelelev (Hæren), marineelev (Søværnet) eller flyverkonstabelelev (Flyvevåbnet), her har man garanti for, at blive tilbudt kontrakt som konstabel hvis elevtjenesten udføres tilfredsstillende. Efter det nye Forsvarsforlig (2013-2017) tilbydes der en almindelig ansættelseskontrakt indtil pension. Man ansættes derefter som konstabel (Hæren), marinekonstabel (Søværnet) eller flyverkonstabel (Flyvevåbnet).
Få steder i forsvaret er værnepligten længere end fire måneder – det gælder på Kongeskibet Dannebrog hvor tjenestetiden er 9 måneder. Ved Den Kongelige Livgarde hvor tjenestetiden er 8 måneder samt ved Gardehusarregimentets hesteeskadron hvor tjenestetiden er 12 måneder.
Efter to års tilfredsstillende tjeneste (ingen disciplinærstraffe, godkendt personlig helbredsundersøgelse og tandstatus samt bestået Forsvarets Fysiske Basiskrav) udnævnes konstablen automatisk til overkonstabel (Hæren), marineoverkonstabel (Søværnet) eller flyveroverkonstabel (Flyvevåbnet). Efter to års tilfredsstillende tjeneste (med ligeledes samme krav som foregående) i Hæren udnævnes overkonstablen til overkonstabel af 1. grad. I Søværnet og i Flyvevåbnet sker det dog først ved det 35. leveår, og graden her hedder hhv. marine- og flyverspecialist.
Man kan søge om ansættelse på langtidskontrakt der løber frem til pensionering i henhold til den aktuelle pensionslovgivning på overenskomstvilkår med arbejdsmarkedspension. Indtil 1. september 2014 var det muligt for ansatte at blive ansat på tjenestemandslignende vilkår i en 10-årig periode med efterfølgende tjenestemandsansættelse såfremt man opfyldte betingelserne, bl.a. helbredskrav, fastsat af Forsvarsministeriet. Denne ordning er nu lukket for tilgang, men medarbejderne der allerede var underlagt ordningen har uændrede vilkår.
| Værn        | OR-3                     | OR-2                | OR-1            |
| ----------- | ------------------------ | ------------------- | --------------- |
| Hæren       | Overkonstabel af 1. grad | Overkonstabel       | Konstabel       |
| Søværnet    | Marinespecialist         | Marineoverkonstabel | Marinekonstabel |
| Flyvevåbnet | Flyverspecialist         | Flyveroverkonstabel | Flyverkonstabel |

### Tjenestegrene i Hæren
I Hæren anvendes ikke tjenestegrene, på samme vis som i Søværnet og Flyvevåbnet, men nogle tjenestegrene bærer en bue på højre skulder, der angiver en af følgende tjenestegrene: Jæger, patrulje, militærpoliti, EOD eller CBRN.

### Tjenestegrene i Søværnet
I Søværnet er konstablerne opdelt i følgende tjenestegrene efter typen af deres funktion:
| Våben, artilleri (VB-A) | Våben, torpedo (VB-T)            |
| Våben, mine (VB-M)      | Elektronik (EK)                  |
| Informatik (DT)         | Automatik (AT)                   |
| Kampinformation (KI)    | Kommunikation (KU/CIS)           |
| Maskine (MS)            | Intendantur (IT, Administration) |
| Sanitet (SA)            | Proviant/Forplejning (FP)        |
| Militærpoliti (MP)      | Musiker (MU)                     |

### Tjenestegrene i Flyvevåbnet
- Teknik, f.eks. auto-, elektronik- og flymekanikere, med karmoisinrød farve mellem vinklerne i distinktionerne
- Forvaltning, f.eks. administrations- og lagerpersonel. Farven mellem vinklerne er hvid
- Operation, operative funktioner. Ingen farve mellem vinklerne. Bemærk at alle distinktioner til kampuniformen er uden bundfarve, også for teknikere og forvaltning. Alle er operative i kampuniform

## Organisering
Konstabler i Hæren er organiseret i Hærens Konstabel- og Korporalforening (HKKF).
I Søværnet og Flyvevåbnet findes to organisationer der dækker disse områder Flyvevåbnets Konstabel- og Korporalforening (FKKF) og Centralforeningen for Stampersonel (CS), som også organiserer mellemlederne (sergentgruppen) i alle tre værn. Tidligere fandtes også Søværnets Konstabelforening (SK), men denne fusionerede med CS i starten af 2016.

## Sammenligning med udlandet
- Deutsches Heer
  - Overkonstabel-1 svarer til Haupt-/Obergefreiter
  - Overkonstabel svarer til Gefreiter
  - Konstabel svarer til Grenadier, Panzerschütze, Gebirgsjäger, Kanonier, Pionier, Funker eller Sanitäter (alt efter tjenestegren)
  - Menig og Konstabelelev svarer til Grenadier, Panzerschütze, Gebirgsjäger, Kanonier, Pionier, Funker eller Sanitäter (alt efter tjenestegren)
- Deutsche Marine
  - Marinespecialist svarer til Ober-/ Hauptgefreiter
  - Marineoverkonstabel svarer til Gefreiter
  - Marinekonstabel svarer til Matrose
  - Marineelev svarer til Matrose
- Luftwaffe
  - Flyverspecialist svarer til Ober- / Hauptgefreiter
  - Flyveroverkonstabel svarer til en Gefreiter
  - Flyverkonstabel svarer til Flieger
  - Flyverkonstabelelev svarer til Flieger
- British Army
  - Overkonstabel-1 svarer til Lance Corporal
  - Overkonstabel svarer til Private
  - Konstabel svarer til Private Class 4
  - Konstabelelev svarer til Private Class 4
- Royal Navy
  - Marinespecialist findes ikke tilsvarende i Royal Navy
  - Marineoverkonstabel svarer til Able/Ordinary Rating
  - Marinekonstabel svarer til Junior Rating
  - Marineelev svarer til Junior Rating
- Royal Air Force
  - Flyverspecialist findes ikke tilsvarende i Royal Air Force
  - Flyveroverkonstabel svarer til Junior Technician/Senior Aircraftman/Leading Aircraftman
  - Flyverkonstabel svarer til Aircraftman
  - Flyverkonstabelelev svarer til Aircraftman

## Generaler i Middelalderen
Ordet konstabel kommer fra latin comes stabuli, «staldmester». Den oprindelige betydning af ordet i Middelalderen var en person, som vogtede sin herres heste. I nogle lande udviklede dette sig til en høj militær rang - oprindeligt for den person, som havde ansvaret for kongens heste. Blandt sådanne generaler finder man:
- Konstabel af Castillien (Condestable de Castile)
- Konstabel af Frankrig (Connétable de France)
- Konstabel af Portugal (Condestável do Reino)
- Rigskonstabel af England (Lord High Constable of England)
- Rigskonstabel af Skotland (Lord High Constable of Scotland)

Den, som havde ansvaret for forsvaret af et slot, kunne også kaldes konstabel. Selv i dag findes den ceremonielle titel Konstabel af Tower of London .